# جورج في. هيغينز
جورج في. هيغينز (بالإنجليزية: George V. Higgins)‏ (13 نوفمبر 1939، بروكتون في الولايات المتحدة - 6 نوفمبر 1999، ميلتون في الولايات المتحدة)؛ أستاذ جامعي، محامي، كاتب، صحفي وروائي أمريكي.

## روابط خارجية
- جورج في. هيغينز على موقع IMDb (الإنجليزية)
- جورج في. هيغينز على موقع إن إن دي بي (الإنجليزية)
- جورج في. هيغينز على موقع قاعدة بيانات الفيلم (الإنجليزية)